# Jay Presson Allen
Jay Presson Allen (San Angelo, 3 maart 1922 – New York, 1 mei 2006) was een Amerikaans schrijfster, scenariste, dramaturge en televisieproducente.

## Biografie
Jay Presson Allen werd in 1922 geboren in San Angelo (Texas) als Jaqueline Presson. Ze was enig kind en groeide op in een joodse familie. Haar vader, Albert Presson, was een winkelier en haar moeder, May Miller, was een handelaarster.
Omdat ze niet echt enthousiast was over haar voornaam besloot ze tijdens haar carrière om het initiaal "J", wat in het Engels uitgesproken wordt als Jay, te gebruiken. Ze studeerde aan de meisjesschool Hockaday School in Dallas (Texas). Op achttienjarige leeftijd verliet ze haar familie om in New York een carrière als actrice uit te bouwen. 
Begin jaren 1940 trouwde ze met Robert M. Davis, een jonge zanger. Gedurende de Tweede Wereldoorlog woonden de twee in Claremont (Californië). Haar tweede huwelijk was met film- en theaterproducent Lewis M. Allen. De twee trouwden in 1955 en bleven samen tot zijn dood in 2003. Na haar tweede huwelijk nam ze de familienaam van haar echtgenoot aan.
Ze stierf op 1 mei 2006 ten gevolge van een beroerte.

## Carrière
Eind jaren 1940, na een korte en onsuccesvolle acteercarrière, ging Allen aan de slag als schrijfster. In 1948 werd haar debuutroman, Spring Riot, uitgebracht. Daarnaast schreef ze ook enkele toneelstukken. Na haar huwelijk met Lewis M. Allen verhuisde ze naar het platteland, waar ze beviel van een kind en enkele jaren huismoeder was. In de jaren 1950 schreef ze afleveringen voor anthologieseries als Danger (1953), The Philco Television Playhouse (1954) en Matinee Theatre (1956). 
In de jaren 1960 kreeg Allen van regisseur Alfred Hitchcock de kans om aan het script van Marnie (1964) te werken, een verfilming van de gelijknamige roman van auteur Winston Graham. Onder het mentorschap van Hitchcock groeide ze uit tot een van de weinige vrouwelijke scenaristen in Hollywood. In de daaropvolgende jaren schreef Allen de scenario's voor onder meer Cabaret (1972), Funny Lady (1975) en Prince of the City (1981). Haar scenario's leverden haar twee Oscarnominaties op. Aan het einde van haar carrière schreef ze onder het pseudoniem Sara Schiff ook het scenario voor de boekverfilming Lord of the Flies (1990).
Naast filmscenario's bleef Allen ook toneelstukken schrijven. In 1989 schreef en regisseerde ze met Tru een stuk over auteur Truman Capote. Nadien schreef en regisseerde ze The Big Love (1991), een toneelstuk over Errol Flynns liefdesaffaire met de vijftienjarige actrice Beverly Aadland.

## Prijzen en nominaties
| Film                                           | Categorie                                      | Uitslag        |
| Academy Awards                                 | Academy Awards                                 | Academy Awards |
| ---------------------------------------------- | ---------------------------------------------- | -------------- |
| Cabaret (1972)                                 | Beste aangepaste scenario                      | Genomineerd    |
| Prince of the City (1981)                      | Beste aangepaste scenario                      | Genomineerd    |
| Golden Globes                                  |                                                |                |
| Cabaret (1972)                                 | Beste scenario                                 | Genomineerd    |
| BAFTA Awards                                   |                                                |                |
| Cabaret (1972)                                 | Beste scenario                                 | Genomineerd    |
| Writers Guild of America Awards                |                                                |                |
| The Prime of Miss Jean Brodie (1969)           | Beste aangepaste scenario                      | Genomineerd    |
| Travels with My Aunt (1981)                    | Beste aangepaste scenario                      | Genomineerd    |
| Cabaret (1981)                                 | Beste aangepaste scenario                      | Gewonnen       |
| Prince of the City (1981)                      | Beste aangepaste scenario                      | Genomineerd    |
| 1997 – Ian McLellan Hunter Award (oeuvreprijs) | 1997 – Ian McLellan Hunter Award (oeuvreprijs) | Gewonnen       |

## Filmografie
Officieel
- Wives and Lovers (1963)
- Marnie (1964)
- The Prime of Miss Jean Brodie (1969)
- Cabaret (1972)
- Travels with My Aunt (1972)
- 40 Carats (1973)
- Funny Lady (1975)
- It's My Turn (1980)
- Just Tell Me What You Want (1980)
- Prince of the City (1981)
- Deathtrap (1982)
- Lord of the Flies (1990)

Officieus
- A Star Is Born (1976)
- Never Cry Wolf (1983)
- Copycat (1995)

## Toneelstukken
Officieel
- The Prime of Miss Jean Brodie (1966)
- Forty Carats (1968)
- A Little Family Business (1982)
- Tru (1989)
- The Big Love (1991)

Officieus
- La Cage aux Folles (1995)